# Push! (Empeny!)
Push! (Empeny!) és una òpera en un acte, amb llibret i música de Howard Moody. Està basada en un cas real: la fugida d'un nen d'11 anys, Simon Gronowski, d'un tren de l'Holocaust, el 19 d'abril de 1943.

## Fons
Gronowski es va escapar del comboi després d'un atac de tres membres de la resistència belga. El títol fa referència a l'esdeveniment central de l'òpera, per tal com Simon va ser empès del tren per la seva mare, que ja sabia on anava i que efectivament va morir tres dies més tard a Auchwitz. La germana de Simon va morir també la van matar a Auchwitz, uns dies més tard.
L'òpera es va crear després que Gronowski conegués Howard Moody al Teatre Reial de la Moneda, a Brussel·les. Un dia de l'any 2014, Gronowski va ser espectador de Sinbad, una de les òperes de Howard Moody; es van conèixer tots dos i, segons explica el mateix Gronowski: "Quan li vaig dir que la meva vida eren sols miracles, ho va escriure allà mateix en un paper i em va dir que la seva propera òpera seria sobre mi".

## Historial
Push! es va estrenar mundialment el 1r d'octubre de 2016, a De La Warr Pavilion, a East Sussex, amb l'actuació d'un cor amateur. Gronowski va fer de convidat d'honor.
El 28 de gener de 2019, Puh! es va interpretar a l'Speaker's House de Londres. L'orador John Bercow va descriure l'òpera com un mitjà per "recordar i prevenir la repetició de l'Holocaust".
Durant la pandèmia de la Covid-19, el 19 d'abril de 2020, 150 cantants van representar el final de l'òpera en el 77è aniversari de l'atac al comboi. L'actuació va incloure cantants de totes les escenificacions anteriors de l'òpera, tant de Bèlgica com del Regne Unit.

## Resum
Push! explica la fugida de Simon Gronowski del vintè comboi quan era un nen d'11 anys, el 1943. Després de l'atac al comboi, els presoners es van sentir forts per intentar escapar-se. Va ser en aquell moment que la mare va empènyer el fill perquè intentés salvar-se d'una mort segura, cosa que va aconseguir.

## Als Països Catalans
L'estrena d'aquesta òpera als Països Catalans va tenir lloc a Sabadell, el 26 de gener de 2025, traduïda per Joan Sellent. La van produir i organitzar l'Orquestra Simfònica del Vallès i la Fundació Òpera Catalunya, amb el suport de la Fundació Banc Sabadell i l'Ajuntament, amb direcció musical a càrrec de Manel Valdivieso, direcció d'escena de Dani Coma, direccció dels cors de Buia Reixach I direcció artística de Jordi Cos. Hi van participar la Coral Belles Arts de Sabadell, la coral Els Notes i els cors Ohana i Infantil del Conservatori de Sabadell, a més del cor dels Amics de l'Òpera de Sabadell i els solistes Toni Marsol, Laia Frigolé i Germán de la Riva. Va servir com a acte de clausura de Sabadell com a Capital de la Cultura Catalana (2024).